# C.J. Tudor
C.J. Tudor, właściwie Caroline Jane Tudor (ur. 1972 w Salisbury) – brytyjska powieściopisarka, autorka powieści sensacyjnych.

## Biografia
Urodziła się w Salisbury w Anglii, mieszka w Nottingham. Jej pierwsza książka, Kredziarz (2018), stała się bestsellerem i uzyskała brytyjską nagrodę Barry Award w kategorii debiuty powieściowe (2019) oraz amerykańską nagrodę Best Debut Novel at Strand Critics Award 2019.

## Twórczość
- The Chalk Man (2018), wyd. polskie Kredziarz (2018), tłum. Piotr Kaliński, ISBN 978-83-8015-676-0
- The Taking of Annie Thorne (2019), wyd. polskie Zniknięcie Annie Thorne (2019), tłum. Grażyna Woźniak, ISBN 978-83-8015-678-4
- The Other People (2020), wyd. polskie Inni ludzie (2020), tłum. Tomasz Wyżyński, ISBN 978-83-8143-322-8
- The Burning Girls (2021), wyd. polskie Płonące dziewczyny (2021), tłum. Tomasz Wyżyński, ISBN 978-83-8143-663-2
- A Sliver of Darkness (2022), wyd. polskie Spojrzenie w mrok. Jedenaście odcieni makabry (2023), tłum. Tomasz Wyżyński, ISBN 978-83-8252-435-2
- The Drift (2023), wyd. polskie Debit (2024), tłum. Tomasz Wyżyński, ISBN 978-83-8252-433-8
- The Gathering (2024), wyd. polskie Ostatnia batalia (2025), tłum. Tomasz Wyżyński, ISBN 978-83-8143-945-9